# 清川正二
清川正二（日语：／ Kiyokawa Masaji，1913年2月11日—1999年4月13日），日本男子游泳运动员。他在1932年洛杉矶夏季奥林匹克运动会中，参加了男子游泳比赛并获得男子100米仰泳金牌。